# Accord relatif à la Malaisie de 1963
 (septembre 2024).
La mise en forme du texte ne suit pas les recommandations de Wikipédia : il faut le « wikifier ».
Les points d'amélioration suivants sont les cas les plus fréquents. Le détail des points à revoir est peut-être précisé sur la page de discussion.
- Les titres sont pré-formatés par le logiciel. Ils ne sont ni en capitales, ni en gras.
- Le texte ne doit pas être écrit en capitales (les noms de famille non plus), ni en gras, ni en italique, ni en « petit »…
- Le gras n'est utilisé que pour surligner le titre de l'article dans l'introduction, une seule fois.
- L'italique est rarement utilisé : mots en langue étrangère, titres d'œuvres, noms de bateaux, etc.
- Les citations ne sont pas en italique mais en corps de texte normal. Elles sont entourées par des guillemets français : « et ».
- Les listes à puces sont à éviter, des paragraphes rédigés étant largement préférés. Les tableaux sont à réserver à la présentation de données structurées (résultats, etc.).
- Les appels de note de bas de page (petits chiffres en exposant, introduits par l'outil «  Source ») sont à placer entre la fin de phrase et le point final[comme ça].
- Les liens internes (vers d'autres articles de Wikipédia) sont à choisir avec parcimonie. Créez des liens vers des articles approfondissant le sujet. Les termes génériques sans rapport avec le sujet sont à éviter, ainsi que les répétitions de liens vers un même terme.
- Les liens externes sont à placer uniquement dans une section « Liens externes », à la fin de l'article. Ces liens sont à choisir avec parcimonie suivant les règles définies. Si un lien sert de source à l'article, son insertion dans le texte est à faire par les notes de bas de page.
- La présentation des références doit suivre les conventions bibliographiques. Il est recommandé d'utiliser les modèles {{Ouvrage}}, {{Chapitre}}, {{Article}}, {{Lien web}} et/ou {{Bibliographie}}. Le mode d'édition visuel peut mettre en forme automatiquement les références.
- Insérer une infobox (cadre d'informations à droite) n'est pas obligatoire pour parachever la mise en page.

Pour une aide détaillée, merci de consulter Aide:Wikification.
Si vous pensez que ces points ont été résolus, vous pouvez retirer ce bandeau et améliorer la mise en forme d'un autre article.
 Voir le traité sur Wikisource
L' Accord relatif à la Malaisie, ou l'Accord relatif à la Malaisie entre le Royaume-Uni de Grande-Bretagne et d'Irlande du Nord, la Fédération de Malaisie, le Bornéo du Nord, le Sarawak et Singapour (MA63) est un document juridique qui acceptait de combiner le Bornéo du Nord (Sabah), le Sarawak (situés en Malaisie orientale) et Singapour avec les États existants de la fédération de Malaisie situés en Malaisie péninsulaire, l'union résultante étant nommée Malaisie,. Signé à Londres, au Royaume-Uni, l'accord est en vigueur depuis le 16 septembre 1963. Singapour a ensuite été expulsé de la Malaisie peu de temps après cet accord, devenant un État souverain le 9 août 1965.

## Contexte
Avant la Seconde Guerre mondiale, la Malaisie britannique était composée de trois groupes d'entités politiques : le protectorat des États malais fédérés, cinq États malais non fédérés protégés et la colonie de la Couronne des Établissements des Détroits.

### Union malaise
En 1946, l'Union malaise a été créée en Malaisie britannique et comprenait les États malais fédérés de Perak, Selangor, Negeri Sembilan et Pahang ; les États malais non fédérés de Kedah, Perlis, Kelantan, Terengganu, Johor ; et les établissements des détroits de Penang et Malacca. Pendant ce temps, la Grande-Bretagne exerçait un contrôle direct (direct rule) sur Singapour en tant que colonie de la Couronne. Cette union a été créée est à travers une série d'accords entre le Royaume-Uni et l'Union malaise. L'Union malaise a été remplacée par la Fédération de Malaisie le 1er février 1948 et a obtenu son indépendance au sein du Commonwealth des Nations le 31 août 1957.
Tout au long du XXe siècle, la décolonisation est devenue l’objectif sociale des peuples sous régimes coloniaux aspirant à l’autodétermination. Le Comité spécial de la décolonisation (également connu sous le nom de Comité spécial des Vingt-Quatre) a été créé en 1961 par l'Assemblée générale des Nations Unies dans le but de surveiller la mise en œuvre de la Déclaration sur l'octroi de l'indépendance aux pays et aux peuples coloniaux et de faire des recommandations sur son application.
Le Comité succède également à l’ancien Comité chargé des renseignements relatifs aux territoires non autonomes. Espérant accélérer les progrès de la décolonisation, l'Assemblée générale des Nations Unies avait adopté en 1960 la résolution 1514 (XV), également connue sous le nom de « Déclaration sur l'octroi de l'indépendance aux pays et aux peuples coloniaux » ou simplement « Déclaration sur la décolonisation ». Elle affirme que tous les peuples ont droit à l’autodétermination et proclame qu'il doit être mis fin rapidement au colonialisme et sans conditions.
En vertu de l'Accord relatif à la Malaisie signé entre le Royaume-Uni et la Malaisie, la Grande-Bretagne promulguerait une loi visant à abandonner le contrôle souverain sur Singapour, Sarawak et Bornéo du Nord (aujourd'hui Sabah). Le Malaysia Act 1963 comporte une paragraphe 1(1) dispose que le jour de la Malaisie, « la souveraineté et la juridiction de Sa Majesté à l'égard des nouveaux États seront abandonnées de manière à être transférées de la manière convenue ».

### Décolonisation, autodétermination et référendum
La question de l’autodétermination des peuples du Nord-Bornéo, du Sarawak et de Singapour a constitué la base d’un autre défi à la formation de la Fédération de Malaisie. Aux termes de la déclaration conjointe publiée par les gouvernements fédéraux britannique et malais le 23 novembre 1961, la clause 4 stipulait : « Avant de prendre une décision définitive, il est nécessaire de connaître l'opinion des peuples. » Il a donc été décidé de créer une Commission chargée de mener à bien cette tâche et de formuler des recommandations.
Afin de garantir que la décolonisation soit menée conformément aux souhaits des peuples du Nord-Bornéo, le gouvernement britannique, en collaboration avec le gouvernement malais, a nommé une commission d'enquête pour le Nord-Bornéo et le Sarawak en janvier 1962 pour déterminer si la population soutenait la proposition de créer une Fédération de Malaisie. L'équipe de cinq hommes, composée de deux Malais et de trois représentants britanniques, était dirigée par Lord Cobbold.

## Réactions

### Désaccords à Singapour
À Singapour, le Parti d'action populaire (PAP) a initialement cherché à fusionner avec la Malaisie sur la base du mandat fort qu'il avait obtenu lors des élections générales de 1959, lorsqu'il avait remporté 43 des 51 sièges au Parlement de Singapour. Cependant, ce mandat est devenu discutable lorsque des dissensions au sein du Parti ont conduit à une scission. En juillet 1961, à la suite d'un débat sur un vote de confiance au gouvernement, 13 députés du PAP furent expulsés du parti pour s'être abstenus. Ils ont ensuite formé un nouveau parti politique, le Barisan Sosialis (BS), la majorité du PAP au Parlement a été réduite puisqu'ils ne détenaient plus que 30 des 51 sièges. D'autres défections ont eu lieu jusqu'à ce que le PAP n'ait plus qu'une majorité d'un seul siège à l'Assemblée.
Dans ce contexte, il aurait été impossible de s’appuyer sur le mandat obtenu en 1959 pour poursuivre la fusion. Un nouveau mandat était nécessaire, d’autant plus que le BS soutenait que les conditions de fusion étaient préjudiciables aux Singapouriens – comme le fait d’avoir un nombre de sièges réduit au parlement fédéral par rapport à sa population, de ne pouvoir voter qu’aux élections de Singapour, et l’obligation pour Singapour de contribuer à hauteur de 40 % de ses revenus au gouvernement fédéral. Pour apaiser ces inquiétudes, un certain nombre de dispositions spécifiques à Singapour ont été incluses dans l’accord. Singapour fut finalement expulsé de la Malaisie le 9 août 1965.

### Le refus de Brunei
Bien que Brunei ait envoyé une délégation à la signature de l'Accord de la relatif de la Malaisie, elle n'a pas signé, car le sultan de Brunei souhaitait la reconnaissance de son autorité comme le dirigeant principal de toute la fédération et de ce qu'il s'était passé pendant la révolte de Brunei. Il restera un protectorat britannique jusqu'à ce qu'il devienne un État souverain le 1er janvier 1984.

### Les revendications du Kelantan
Le 11 septembre 1963, quatre jours seulement avant l’entrée en vigueur de la nouvelle Fédération de Malaisie, le gouvernement de l’État de Kelantan a demandé une déclaration affirmant que l’Accord relatif à la Malaisie et le Malaysia Act 1963 étaient nuls et non avenus ou, à défaut, que même s’ils étaient valides, ils ne liaient pas l’État de Kelantan. Le gouvernement du Kelantan a fait valoir que ni l’Accord de Malaisie ni le Malaysia Act 1963 n’étaient contraignants pour le Kelantan pour les motifs suivants : la Loi de Malaisie abolissait en réalité la Malaisie et cela était contraire à l’ Accord relatif à la Malaisie de 1957 ; les changements proposés nécessitaient le consentement de chacun des États constitutifs de la Fédération de Malaisie – y compris le Kelantan – et celui-ci n’avait pas été obtenu. Cette action a été rejetée par James Thomson, alors juge en chef, qui a statué que la Constitution n'avait pas été violée lors de la discussion et le vote du Malaysia Act 1963,.

## Héritage
Au cours des décennies qui ont suivi l’Accord, de nombreux universitaires et hommes politiques ont fait valoir que les promesses faites au Sarawak et au Nord-Bornéo (Sabah) ont été compromises au fil du temps par le gouvernement fédéral,,. Après la défaite initiale historique du gouvernement Alliance / Barisan Nasional (BN) lors des élections générales malaisiennes de 2018, le gouvernement Pakatan Harapan (PH) a promis d'examiner les griefs du Sarawak et du Sabah concernant l'Accord relatif à la Malaisie qui avait été négligé.
Après qu'un amendement proposé en 2019 à la Constitution de la Malaisie visant à rétablir le statut du Sabah et du Sarawak conformément au contenu original de l'accord de Malaisie n'a pas réussi à obtenir une majorité qualifié des deux tiers, le gouvernement fédéral a accepté de réexaminer l'Accord pour remédier aux violations du traité avec un « Comité spécial du Cabinet chargé de réviser l'accord de Malaisie »,. Les sept points convenus étaient les suivants :
- Les droits d'exportation sur les exportations de bois d'œuvre et de produits forestiers.
- La distribution de gaz et pouvoirs réglementaires en matière d'électricité et de gaz.
- La mise en œuvre des travaux publics fédéraux et étatiques.
- La main d'oeuvre.
- Le pouvoir de l’État sur les questions de santé.
- L'administration des îles de Sipadan et de Ligitan pour Sabah.
- Les questions agricoles et forestières.

La première réunion sur ces questions a eu lieu le 17 décembre 2018. Malgré la volonté du gouvernement fédéral de réexaminer l'Accord, des rapports ont fait surface selon lesquels les négociations entre Sabah et le gouvernement fédéral ne se sont pas déroulées sans heurts, ce dernier dictant certaines questions de la révision, donnant l'impression que la révision était une affaire unilatérale, le gouvernement semblant réticent à abandonner le contrôle des affaires.
Dans un autre amendement de 2021 à la Constitution de la Malaisie, l'article 160 (2) de la Constitution fédérale a été modifié avec la nouvelle définition du terme « fédération » où la fédération malaisienne est formée conformément à l'accord malaisien de 1963 en plus de l'accord malaisien de 1957. En février 2022, le nom du chef du gouvernement du Sarawak a été changé de « Ministre en chef » à « Premier ministre ». En 2024, il a été proposé que Sabah fasse de même.
En mars 2022, 11 personnes du Sarawak ont déposé un recours auprès de la Haute Cour du Sarawak pour déclarer l'accord relatif à la Malaisie nul et non avenu parce que le peuple du Sarawak n'a pas exercé son droit à l'autodétermination de manière inconditionnelle et qu'un référendum n'a pas été organisé avant la formation de la Malaisie. Par conséquent, le Sarawak ne serait pas lié par l’accord avec la Malaisie. En avril 2022, le gouvernement du Sarawak a tenté de rejeter la plainte au motif que la Haute Cour n'avait pas compétence pour faire appliquer ou annuler un traité international comme le MA63. En mai 2023, la Haute Cour de Kuching a rejeté le procès car la Constitution fédérale de Malaisie est la loi suprême du pays et pour que Sarawak quitte la fédération, la Constitution fédérale doit être modifiée.

## Documents
La liste des annexes de l'Accord relatif à la Malaisie :
Annexe A:
Projet de loi relative à la Malaisie
Annexe B:
Constitution de Sabah
Annexe C:
Constitution de Sarawak
Annexe D:
Constitution de Singapour
Annexe E:
Projet de loi sue l'Immigration
Annexe F:
Accord de défense externe et assistance
Annexe G:
Ordre en Conseil de 1963 du Bornéo septentrional relatif aux indemnités et prestations de retraite Intitulé
Annexe H:
Modèle d'accords relatif aux fonctionnaires en ce qui concerne Sabah et Sarawak
Annexe I:
Modèle d'accords relatif aux fonctionnaires en ce qui concerne Singapour
Annexe J:
Accord entre les Gouvernements de la fédération de Malaisie et de Singapour
Annexe K:
Arrangements relatifs á la radiodiffusion et á la télévision á Singapour
Modifiant:
Modifiant l'Accord du 9 juillet 1963
Complémentaire :
Accord complémentaire relatif à la Malaisie le 11 Septembre 1963